# Hombrucher FV 09
Der Hombrucher FV 09 (offiziell: Hombrucher Fußball-Verein 1909 e. V.) war ein Fußballverein aus dem Dortmunder Stadtteil Hombruch. Die erste Mannschaft spielte drei Jahre lang in der seinerzeit zweitklassigen II. Division West. Größter Erfolg war der Gewinn der Deutschen Amateurmeisterschaft 1958. Im Jahr 2002 fusionierte der HFV 09 mit dem FC Eintracht Hombruch zum Hombrucher SV 09/72.

## Geschichte

### Frühe Jahre (1909 bis 1945)
Der Verein wurde 1909 als FV Germania Hombruch gegründet. Zehn Jahre später schloss sich die Germania dem TV Westfalia Hombruch an. Am 21. Juli 1922 spaltete sich die Fußballabteilung in Form einer Reinlichen Scheidung als Hombrucher FV 09 ab. Drei Jahre später fusionierte der HFV 09 mit dem FV Barop 08 zur Spielvereinigung Hombruch/Barop 08. Diese Fusion wurde jedoch schon 1926 wieder gelöst. 1933 musste der HFV 09 zwangsweise mit dem SV Menglinghausen zum VfL Germania Hombruch fusionieren. Im Februar 1946 nahm der Verein wieder den Namen Hombrucher FV 09 an.
Der HFV stammte aus dem vom Bürgertum dominierten Süden der Stadt Dortmund. Zu den Vereinsgründern gehörten aus Hombruch stammende Spieler, die beim Nachbarn Dortmunder FC 95 ausgemustert worden waren. Sportlich kam die Mannschaft jedoch bis zum Ende des Zweiten Weltkriegs nicht über untere Spielklassen hinaus und war höchstens drittklassig.

### Nachkriegszeit (1945 bis 1952)
Gleich in der ersten Nachkriegssaison 1945/46 konnte der HFV mit einem 5:4-Sieg im Entscheidungsspiel gegen den FC TuRa Bergkamen den Aufstieg in die seinerzeit erstklassige Landesliga Westfalen feiern; er traf dort auf so namhafte Gegner wie Borussia Dortmund oder Preußen Münster. Als Tabellensechster wurde die Qualifikation für die neu geschaffene Oberliga West verpasst. 1949 meldete der Verein trotz eines siebten Platzes in der Landesliga für die neu geschaffene II. Division West und nahm damit das Vertragsspielerstatut an.
In der Saison 1949/50 führten die Hombrucher lange Zeit die Tabelle an und kamen unter anderem zu einem 3:1-Sieg bei Borussia Mönchengladbach. Am viertletzten Spieltag verlor der HFV nach einer 2:6-Niederlage bei TuRa 1886 Essen die Tabellenführung, er wurde zum Saisonende Dritter hinter Sportfreunde Katernberg und Mönchengladbach. Sportlich stürzte die Mannschaft in der folgenden Spielzeit in der Liga zwar ab, dafür sorgte sie im Westdeutschen Fußballpokal für Furore.
Mit einem 1:0 über den Oberligisten Duisburger SpV zogen die Hombrucher ins Endspiel ein, wo sie auf die Sportfreunde Wanne-Eickel trafen. Trotz dreimaliger HFV-Führung setzten sich die Sportfreunde im neutralen Herne mit 5:4 nach Verlängerung durch. HFV-Stürmer Willi Schulte-Braucks vergab kurz vor dem Abpfiff einen Strafstoß. 1952 reichte der zehnte Platz aufgrund einer Ligareform nicht zum Klassenerhalt. Am Saisonende fehlte ein Punkt zum rettenden achten Platz. Dafür stellten die Hombrucher mit Kurt Prothmann, der 23 Tore erzielte, den Torschützenkönig der Liga.

### Amateurmeisterschaft (1952 bis 1965)
Sportlich dominierten die Hombrucher die Landesligasaison 1952/53 und wurden Meister ihrer Staffel. Preußen Werl wurde gar mit 13:1 besiegt. In der Westfalenmeisterschaft, bei der sich der VfB 03 Bielefeld durchsetzen konnte, reichte es für den HFV nur für Platz 4. Drei Jahre später wurde als Tabellensiebter die direkte Qualifikation für die neu geschaffene Verbandsliga Westfalen zunächst verpasst. Es folgte eine Qualifikationsrunde mit den Siebten der anderen vier Staffeln, die mit einem Patt zwischen Hombruch, Borussia Lippstadt und dem VfB Habinghorst endete. Nach einem 3:3 gegen Lippstadt waren auch die Hombrucher qualifiziert.
In der Saison 1957/58 sicherten sich die Hombrucher am letzten Spieltag durch ein 3:3 beim SC Dahlhausen (nach 0:3-Rückstand) den Staffelsieg. In den Endspielen um die Westfalenmeisterschaft setzte sich der HFV mit 7:3 und 3:2 gegen die SpVgg Erkenschwick durch. Es folgte die westdeutsche Amateurmeisterschaft, die die Hombrucher nach einem 3:0 gegen den TuS Lintfort und einem 2:2 beim SV Bergisch Gladbach 09 gewonnen hatte. Damit war die Mannschaft für die deutsche Amateurmeisterschaft qualifiziert und erreichte nach einem 2:0 über Rapide Wedding aus Berlin das Endspiel, das sie am 14. Juni 1958 vor 22.000 Zuschauern in der Dortmunder Kampfbahn Rote Erde mit 3:1 gegen den ASV Bergedorf 85 gewann.
Dennoch verzichtete der Verein aus finanziellen Gründen auf die mögliche Rückkehr in die II. Division. In den folgenden Jahren konnten die Hombrucher nicht mehr an diesen Erfolg anknüpfen. Nach dem Rücktritt mehrerer Leistungsträger kämpfte der Verein ab 1960 gegen den Abstieg. Schließlich musste 1965 der Abstieg in die Landesliga hingenommen werden. Zwei Jahre später gelang unter Trainer Hermann Schmidt der Wiederaufstieg, der eine neue erfolgreiche Ära einleitete.

### Die Zeit von 1967 bis 2002
In der Saison 1969/70 führte die Mannschaft lange Zeit die Verbandsligatabelle an und hatte vor dem letzten Spieltag einen Punkt Vorsprung auf Verfolger Westfalia Herne. Am 10. Mai 1970 kam es vor 14.000 Zuschauern in Herne zum direkten Duell zwischen der Westfalia und dem HFV 09. Bis kurz vor Abpfiff stand es 2:2, ehe Fritz Huth den Siegtreffer erzielte und Herne damit zum Meister machte. Durch eine 1:3-Niederlage gegen Arminia Gütersloh verpassten die Hombrucher kurz danach die Qualifikation für die deutsche Amateurmeisterschaft. Ein Jahr später stieg der HFV 09 aus der Verbandsliga ab.
Es folgte eine lange Landesligaära, die von Mittelmaß geprägt war. Schließlich erreichte der Verein mit dem Abstieg in die Bezirksliga im Jahre 1983 seinen sportlichen Tiefpunkt. Vier Jahre später kehrten die Hombrucher in die Landesliga zurück und verpassten mit einer 1:3-Entscheidungsspielniederlage gegen den TuS Eving-Lindenhorst vor mehr als 5.000 Zuschauern den Durchmarsch in die Verbandsliga. Nach der Vizemeisterschaft in der Saison 1988/89 hinter dem VfL Witten gelang ein Jahr später die Rückkehr in die Verbandsliga. Die Vereinsführung strebte daraufhin die Oberliga an und wollte den HFV 09 zur sportlichen Nummer zwei der Stadt machen.
Doch die Mannschaft kam in der Verbandsliga zunächst nicht über Mittelmaß hinaus, ehe es 1993 mit einer überwiegend aus Dortmund stammenden Mannschaft zurück in die Landesliga ging. Dort reichte es in den Jahren 1997 und 1998 jeweils zur Vizemeisterschaft. 1998 scheiterten die Hombrucher mit einer 0:1-Niederlage im Entscheidungsspiel gegen den Lüner SV an der Rückkehr in die Verbandsliga. Vier Jahre später fusionierte der Verein mit dem FC Eintracht Hombruch zum Hombrucher SV 09/72.

### Fusionspartner FC Eintracht Hombruch
Der FC Eintracht Hombruch entstand im Jahre 1972 aus einer Kneipenmannschaft und machte sich vor allem durch seine erfolgreiche Jugendarbeit einen Namen. Mit Mario Götze brachte die Eintracht einen deutschen Nationalspieler hervor, der im WM-Finale 2014 das entscheidende Tor erzielte. Auch sein Bruder Fabian spielte für den FC Eintracht. Der Zusammenschluss des FC Eintracht mit dem HFV 09 erfolgte auch aufgrund der Tatsache, dass die Eintracht ihren Nachwuchsspielern keine sportliche Perspektive im Erwachsenenbereich bieten konnte. Der HFV 09 hingegen konzentrierte sich vor der Fusion auf seine erste Herrenmannschaft und vernachlässigte dabei die Nachwuchsarbeit. Der Fusionsverein setzt in seiner ersten Mannschaft vornehmlich auf selbst ausgebildete Spieler.

## Persönlichkeiten
Deutscher Amateurmeister 1958 wurde der Hombrucher FV 09 in der folgenden Aufstellung: Hermann Burgsmüller, Helmut Ullrich, Horst Legré, Werner Czidzik, Willi Schulte-Braucks, Ferdi Meinsen, Friedhelm Thiele, Willi Schürmann, Kurt Prothmann, Hermann Schmidt und Horst Jördens. Stammspieler Heinz Manthey fehlte verletzungsbedingt im Endspiel. Mit Manfred Martinschledde stellte der Verein noch einen Amateurnationalspieler und brachte mit Ulrich Greifenberg und Peter Martin noch zwei Zweitligaspieler hervor.

## Nachfolgeverein Hombrucher SV 09/72

### Geschichte
In der Landesliga kam der Fusionsverein HSV zunächst nicht über Mittelmaß hinaus. Nach einem dritten Platz in der Saison 2007/08 wurden die Hombrucher ein Jahr später sogar Vizemeister hinter dem Lokalrivalen ASC 09 Dortmund. In der folgenden Aufstiegsrunde scheiterten sie zwar mit 2:3 nach Verlängerung am SV Mesum aus Rheine; der Hombrucher SV wurde jedoch nachträglich in die Westfalenliga aufgenommen, da der aus der NRW-Liga sportlich abgestiegene SV Schermbeck nach einem Rechtsstreit in der Liga verbleiben durfte. Einem Antrag des HSV auf Nachrücken in die Westfalenliga wurde vom Fußball- und Leichtathletik-Verband Westfalen stattgegeben. Zwei Jahre später ging es zurück in die Landesliga. 2013 gelang die Rückkehr in die Westfalenliga, bevor die Mannschaft zwei Jahre später wieder in die Landesliga absteigen musste. In den Jahren 2022 und 2023 wurden die Hombrucher jeweils Vizemeister hinter Türkspor Dortmund bzw. der SpVgg Horsthausen. 2023 spielten die Vizemeister in einer Aufstiegsrunde weitere Aufsteiger aus, wobei Hombruch zunächst mit 0:1 gegen den FC Nordkirchen verlor. Nach einem 3:1-Sieg über den BSV Menden gelang schließlich doch noch der Aufstieg.

### Umfeld
Der Hombrucher SV stellt mit über 500 aktiven Jugendspielern eine der stärksten Jugendabteilungen Westfalens. In allen Altersklassen oberhalb der E-Jugend spielen seine Jugendmannschaften in überkreislichen Spielklassen. Ein sportlicher Höhepunkt war 2016 die Westfalenmeisterschaft der B-Jugend, die damit in die B-Junioren-Bundesliga aufstieg. Nur aufgrund der schlechteren Tordifferenz gegenüber der SG Unterrath mussten die Hombrucher 2018 wieder absteigen. Das heimische Stadion an der Deutsch-Luxemburger-Straße gehört zur Bezirkssportanlage Hombruch; es erhielt 2001 einen Kunstrasenplatz, der 2014 erneuert wurde. Der hier ursprünglich vorhandene zweite Platz musste Wohnbebauung weichen. Ein neues Vereinsheim wurde 2007 eingeweiht. Als zweiter Sportplatz steht dem Verein noch der Sportplatz Am Waldhausweg im Dortmunder Stadtteil Lücklemberg zur Verfügung, der im Jahr 2019 ebenfalls in einen modernen Kunstrasenplatz umgebaut wurde.

### Persönlichkeiten
Der Hombrucher SV brachte in den 2000er Jahren, als er mehrere Frauen- bzw. Mädchenmannschaften stellte, mit Carolin Dej, Jacqueline Klasen, Lina Magull, Marie Müller, Sonja Speckmann und Isabelle Wolf mehrere Erst- und Zweitligaspielerinnen hervor. Mit Arthur Matlik ließ ein Ex-Profi seine Karriere beim HSV ausklingen.